# بنيامين هوبر
بنيامين هوبر (بالألمانية: Benjamin Huber)‏ (27 أغسطس 1985 فرويدنشتات ألمانيا - ) هو لاعب كرة قدم ألماني، يلعب كحارس مرمى، ولعب 132 مباراة.

## مسيرته

### مسيرته مع الأندية
- 2005 - 2007 لعب مع نادي هايدنهايم 81 مباراة.
- 2008 - 2009 لعب مع شتوتغارت كيكرز مباراة.
- 2010 - 2011 لعب مع VfL Kirchheim/Teck [الإنجليزية]‏ 35 مباراة.
- 2011 - 2012 لعب مع 1. FC Normannia Gmünd [الإنجليزية]‏ 15 مباراة.

## روابط خارجية
- بنيامين هوبر على موقع قاعدة بيانات كرة القدم.إي يو (الإنجليزية)
- بنيامين هوبر على موقع عالم كرة القدم.نت (الإنجليزية)